# Céleste Bouglé
Pour les articles homonymes, voir Bouglé.
Ne doit pas être confondu avec Célestin Bouglé.

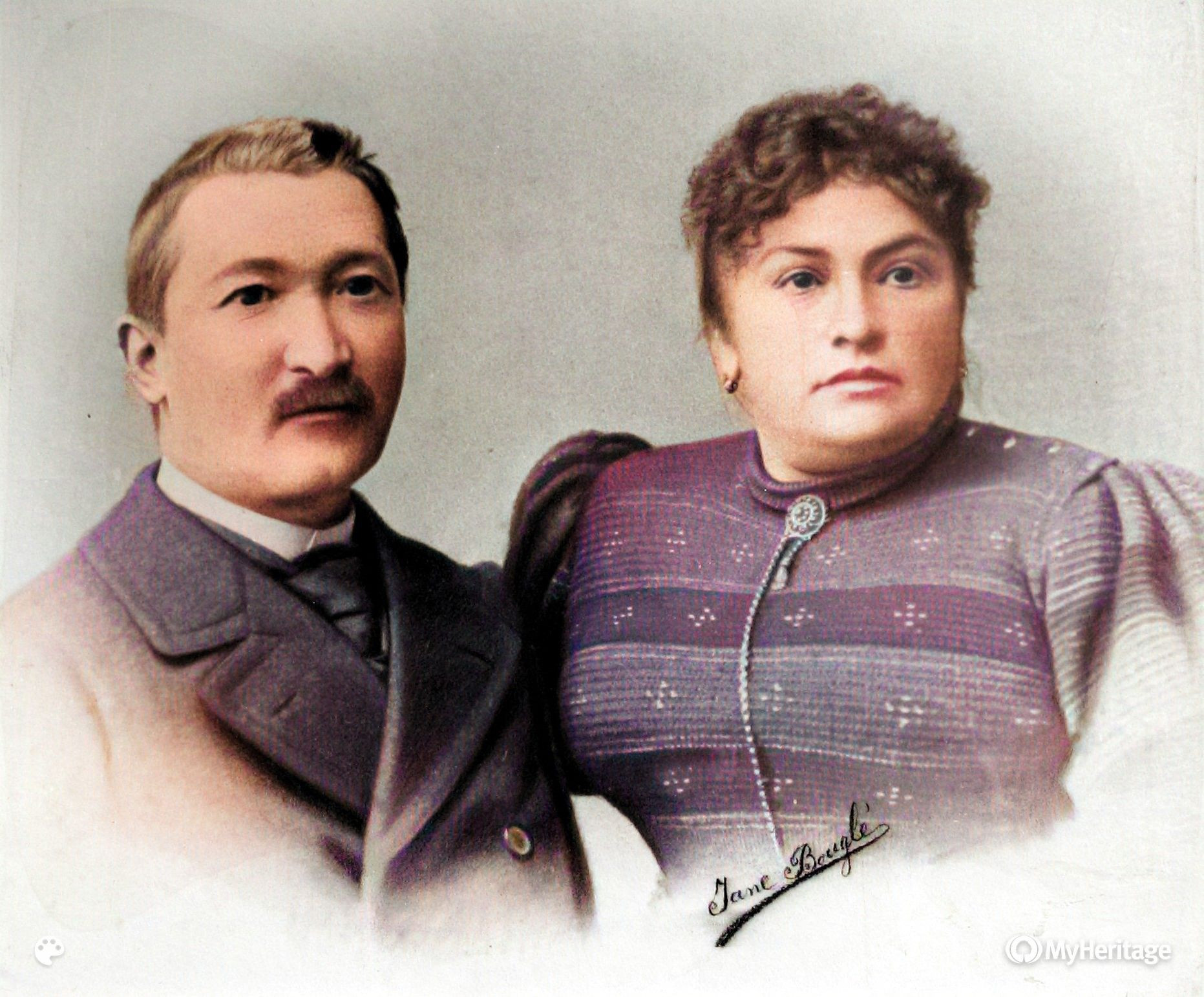
Céleste Bouglé et Marie-Eugénie Barès, vers l'année 1900. Signée Jane Bouglé
(Jeanne B.).

C. Bouglé, de son nom complet Céleste Pierre Aristide Bouglé, né à Vouillé (Vienne) en 1854 et mort à Toulon en 1933, est un médecin dosimétriste adepte d'un strict hygiénisme moral, courant de pensée en vogue au XIXe siècle.
Il est un parent éloigné du sociologue français Célestin Bouglé. Les deux hommes sont régulièrement confondus dans le catalogue de certaines grandes bibliothèques de France et de Suisse principalement, confusion provoquée par le fait que Céleste Bouglé signait ses ouvrages d'un simple « C. Bouglé », l'ambiguïté étant en partie levée quand il signe « Dr. Bouglé » ou « C. Bouglé, Dr ». Céleste Bouglé a en effet écrit un certain nombre d'ouvrages, portant, non sur la sociologie comme c'est le cas pour Célestin Bouglé, mais sur la médecine dosimétrique, ; cette dernière fut inventée par le médecin gantois Adolphe Burggraeve.

## Céleste Bouglé le «sulfureux»
Les publications de cet homme n'ont pas toujours été du goût de tout le monde. Les 6 et 7 décembre 1884, le journal suisse L'Impartial, de La Chaux-de-Fonds (canton de Neuchâtel), rapporte la petite vague médiatique et judiciaire qu'a suscité à l'époque ses deux premières œuvres :

« Chaux-de-Fond, le 4 décembre 1884.

Monsieur le Rédacteur de l'Impartial,

Au moment où, après Genève et Vaud, pour la troisième fois, un canton suisse, le nôtre, a expulsé le sieur Bouglé, ci-devant à la Chaux-de-Fonds, ce dernier a déclaré qu'il se vengerait. Il vient de tenir parole, en publiant sous un faux nom, un volume pornographique au premier chef, pour lequel il sera vraisemblablement poursuivi d’office. Dans cette brochure, le pseudo médecin, qui se trouve porteur de titres américains, attestant des études faites à Lyon, fait l’éloge du titre « l’art de se tuer » du docteur Bouglé. (…)

(…) dans ce nouvel ouvrage, diverses personnes, habitant les villes dont B. a été expulsé, sont lâchement insultées et calomniées sous le voile du pseudonyme. »

— L’Impartial - 6 décembre 1884

« Monsieur le Rédacteur de l'Impartial,

Il y a quelques mois nous signalions l’apparition d’une brochure ordurière à l’adresse de la Suisse romande. Le triste personnage — auteur de cet écrit — qui essayait de se dérober sous le faux nom de « A. des Roberts, à New-York », n’était autre que le charlatan Bouglé. Cet être — dont le casier judiciaire est loin d’être vierge — mis en goût par son premier « chef-d’œuvre », vient de lancer un nouveau pamphlet, que nous ne prendrons pas la peine de qualifier.

(…) l’auteur des deux pamphlets en question n’est autre que le nommé : « Pierre-Aristide-Céleste Bouglé, né en 1854 à Vouillé, arrondissement de Poitiers, Vienne (France). » »

— L’Impartial  - 7 décembre 1884.
En décembre 1898, à la suite d'articles écrits dans le journal L'Âne (tribune libre de Neuchâtel), C. Bouglé  est l'objet d'un procès en diffamation contre un certain Docteur Théophile Probst.

## Céleste Bouglé l'éclectique
En 1870 il s'engage volontairement dans le 3e Régiment du Génie et participe à la campagne contre l’Allemagne puis est incorporé au 18e Régiment d’Artillerie de 1874 à 1879.
Outre sa qualité de médecin dosimétriste déjà évoquée, C. Bouglé s'est intéressé à l'ésotérisme, il obtient le grade de Chevalier de la Croix Blanche dans  l'Ordre des chevaliers du temple et, à partir de 1882, fut admis comme membre de l'Accademia Pitagorica de Naples.De 1882 jusqu'à la fin de sa vie en 1933, Céleste Bouglé a écrit une trentaine d'ouvrages portant aussi bien sur la médecine dosimétrique que sur des thèmes liés à la religion ou à l'ésotérisme, ainsi que certains ouvrages polémistes portant sur les mœurs de son époque.
Il fait partie des médecins correspondants de A. Burggraeve auquel, en 1894, il adresse ce vibrant hommage :

« Monsieur et très honoré professeur.

Je ne puis que vous exprimer ma reconnaissance pour l'honneur que vous me faites en jetant vos vues sur ma modeste personne. J'ai employé tous mes efforts à  répandre la thérapeutique rationnelle, telle que la dosimétrie nous l'enseigne, et je lui dois tous mes succès.

Si vous me jugez digne d'être votre correspondant, dans l’intérêt de l'œuvre humanitaire que vous avez si généreusement entreprise et au développement de laquelle vous avez apporté un dévouement sans égal, vous pouvez compter sur moi, vous priant d'être très indulgent pour un jeune praticien plein de bonne volontés et qui est, monsieur le professeur, votre tout dévoué serviteur. »

— Dr C. BOUGLÉ, à Villers-le-Lac (Suisse).

## Confusion de prénom
Comme dans le catalogue de certaines grandes bibliothèques de France et de Suisse, Céleste Bouglé est régulièrement confondu avec son homonyme Célestin Bouglé. Un exemple d'une telle confusion est illustré dans un essai de l'historien Michel Winock, datant de 1997, lequel affirme qu'en janvier 1898 Céleste Bouglé figurait dans le journal Le Temps parmi les premiers signataires d'une liste protestataire, demandant la révision du procès Dreyfus, à côté notamment d'Émile Zola, Anatole France, Émile Duclaux directeur de l'institut Pasteur et Marcel Proust. Or, dans sa feuille du 15 janvier 1898, ledit journal, quotidien français publié à Paris entre 1861 et 1942, montre effectivement une liste dans laquelle, parmi d'autres noms, ne figure qu'un simple « C. Bouglé ». Ce co-signataire est plus vraisemblablement Célestin Bouglé Professeur de sociologie à Paris plutôt que Céleste B. Médecin français qui de surcroît à cette époque exerçait en Suisse.
La même erreur apparaît dans un livre du sociologue américain Robert Nisbet dans lequel « Essai sur le régime des castes » publié en 1908 par Célestin B. est attribué à « Celeste Bouglé » .
Dans une bibliographie suisse, Mueller Science, portant sur les années 1477 à 1961 et dont le sujet est « Von Anthropologie und Völkerkunde über Sittengeschichte, Sexualität und Erotik » (« De l'anthropologie et de l'ethnologie à l'histoire morale, à la sexualité et à l'érotisme »), c'est à nouveau Célestin qui était visé, de façon erronée, par l'ouvrage « Physiologie sociale ou les vices du peuple. Paris 1901 », un échange de courriers électroniques, le 21 août 2018, a permis de corriger l'erreur.
Dans un site web d'hébergement et de partage, SlideShare, voici encore Céleste confondu avec Célestin, à côté, notamment, du sociologue Lucien Levy-Bruhl.

## Œuvres

### En français
Pamphlet médical - L'art de se tuer et ses différentes versions
- L'art de se tuer à tous les âges, dans toutes les classes de la société, suivi de l'histoire des maladies vénériennes et de leur traitement, Lausanne, 1882, 112 p. (OCLC 81863204).
- Les vices du peuple, suivi de Histoire et traitement des maladies vénériennes, Paris, Carré, 1888 (OCLC 14792626).
- Les vices du peuple, Paris, Fort, 1902 : 370 p. : 6e édition de l’ouvrage « L’art de se tuer à tous les âges » dont la 1re édition est de 1882.
- Physiologie sociale ou les vices du peuple, Aebischer-Haas, 1901, 286 pages[18].
- Sécurité des sexes. Plus de contagion ni d'avortement. 14e mille, Paris, Rousset, 1913, 330 p. (Bibliothèque nationale de France FRBNF31852328). Réimpression Hachette-BNF, Paris, 2017  (ISBN 978-2-0144-9615-4).
- Sécurité des sexes : fraudes, passions, amour, bonheur ; plus de contagion ni d'avortement. 12e mille, Paris, Michalon, 1915, (Bibliothèque nationale de France  FRBNF31852329).

Ouvrages sur la médecine dosimétrique
- Traitement des maladies réputées incurables par la méthode simple et commode de M. le prof. Burggraeve de Gand (Belgique)., Lausanne, Howard Guilloud  1881 (RERO-R003127444)).
- L'art de vivre longtemps par la méthode dosimétrique, M. Keller, 1883, 32 p.
- Traitement des maladies réputées incurables par la méthode simple et commode de M. le prof. Burggraeve, 2e éd. Lausanne, Howard Guilloud  1882 (OCLC 77632991).
- La médecine jugée par la science et la raison, Le Mans, Monnoyer, 1887 (Médiathèque Le Mans Fonds Anciens 1er st 485).
- Les maladies et leur traitement par la dosimétrie, 1re édition, Ménard, Chambéry, 1891 (OCLC 79402048). 6e. Réimpression Hachette - BNF, Paris, 2016  (ISBN 978-2-0112-8632-1).
- L'art de guérir les maladies aiguës et chroniques, 1895, 10 p.

Ouvrage à caractère religieux ou ésotérique
- Règles de la vie humaine. Les mystères religieux dévoilés, Le Mans, Monnoyer, 1887 (OCLC 421424642).
- Liberté de conscience, des religions, de la franc-maçonnerie, 3e éd., Ménard, Chambéry, 1892 (Bibliothèque nationale de France FRBNF31852325)[19].
- L'Église romaine, drame historique de XX siècles, Paris, Chamuel, 1902 (Bibliothèque nationale de France FRBNF30140237).
- La Libre-pensée et les religions, son rôle, son but social, Poligny, 1908 (Bibliothèque nationale de France     FRBNF31852326).
- Origines de la matière et de la vie : forces invisibles, Paris, H. Durville, Publications de psychisme international, 1911 (RERO-R004659429).
- L'Homme et ses dieux, Paris, René Debresse, 1933 (Bibliothèque nationale de France FRBNF31852273)[20].

Ouvrages pamphlétaires
- Les complaisances de l'amour, 1885. Publié sous le pseudonyme de X. de La Villatte dans une annonce du Conteur vaudois du 17 janvier 1885[21],[22].
- Mécontents et satisfaits, nouvelles suisses, Paris, Décembre, 1885 (Bibliothèque nationale de France FRBNF30140250).
- Vie orageuse de A.-P. Destrée des Pargots, Le Mans, Monnoyer, 1886[23].
- Un esprit malin à la Chaux De Fonds. Etudes de mœurs, Paris, 1886 (ASIN B001CF5FFC) (Bibliothèque nationale de France   FRBNF30140238).
- L'amour, miroir de l'humanité, Paris, Michalon, 1903, 193 p. (BNF Notice FRBNF31852324 - Lire en ligne). Réimpression Hachette-BNF, Paris, 2013  (ISBN 978-2-0132-5776-3).
- La Loi d'amour, Toulon, imprimerie du Petit Var, 1925 (in-16), 32 p. (Bibliothèque Historique - Paris Cote 619 537 don Mariani-Bibliothèque Marie-Louise Bouglé).

### En italien
Deux titres, Les vices du peuple et Sécurité des sexes, ont fait l'objet de traductions en italien par Giuseppe Vittorio Germani :
- I vizi del popolo : frode, passioni, amore, benessere : non piu contagio ne aborti, Roma, Tipografia cooperativa sociale, trad. G.V. Germani, 1907, 212 p. ;
- Sicurta dei sessi : Frodi, passioni, amore, benessere. Roma, Tipografia cooperativa sociale, trad. G.V. Germani, 1909, 234 p. ;
- I vizi del popolo : frodi passioni amore benessere. Roma, Filippucci, trad. G.V. Germani, 1912, 224 p.

Voir l'ICCU (Institut central du catalogue unique), Service bibliothécaire national (SBN).